# 알하산 스타디움
알하산 스타디움(아랍어: ستاد الحسن, 영어: Al-Hassan Stadium)은 요르단 이르비드에 있는 다목적 경기장이다. 현재는 주로 알후세인, 알사리 SC 축구 경기에 사용된다. 경기장에는 12,000명을 수용할 수 있다.